# Sosineura mimica
Sosineura mimica är en fjärilsart som beskrevs av Oswald Beltram Lower 1893. Sosineura mimica ingår i släktet Sosineura och familjen Carposinidae. Inga underarter finns listade i Catalogue of Life.

## Bildgalleri

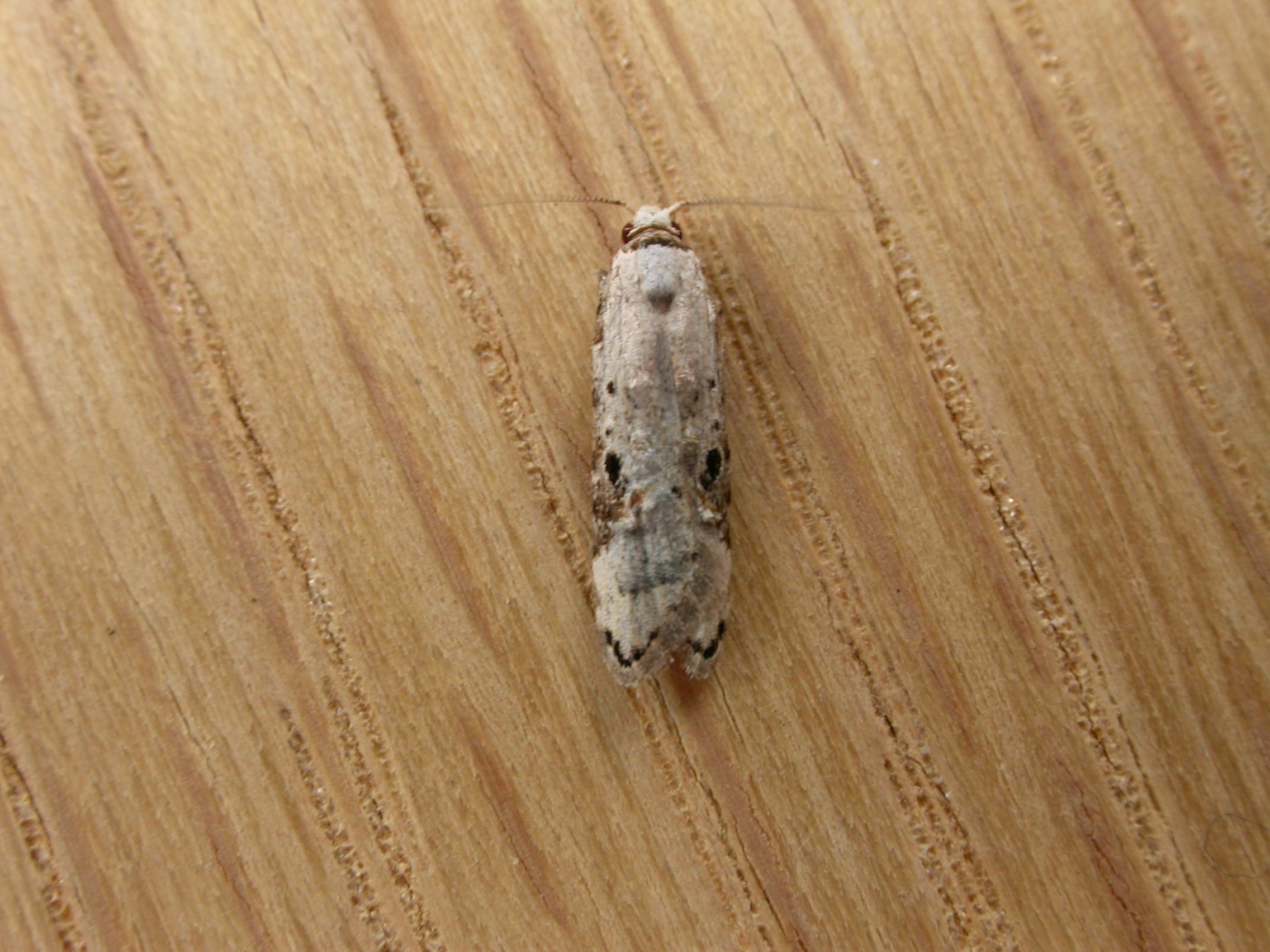